# Gota Media
Gota Media AB är ett svenskt tidningsföretag som startade i mars 2003 genom en sammanslagning av Sydostpress och Borås Tidning. 
Sydostpress ägdes av stiftelsen Barometern och var utgivare av tidningarna Blekinge Läns Tidning med de lokala editionerna Sölvesborgs-Tidningen och Karlshamns Allehanda, Barometern-OT och Smålandsposten. Borås Tidning ägdes av Tore G Wärenstams stiftelse. 
Majoriteten av Gota Media ägs av två stiftelser, Stiftelsen Barometern och Tore G Wärenstams stiftelse, genom Gota Media Holding AB. Därtill äger Bonnier och Amedia 30% genom Bonnier News Local AB..
Efter ett visst samarbete och korsvis ägande sedan 1997, började diskussionerna om ett gemensamt driftsbolag hösten 2002. Den 10 december 2002 sa Sydostpress styrelse sa ja till fusionen och 5 mars 2003 sa även Borås Tidnings extrastämma ja till sammangåendet.
Gota Media var tidigare delägare i Ortstidningar i Väst, men denna post såldes till Stampen Media år 2019.

## Morgontidningar
Gota Media AB driver eller har drivit följande morgontidningar:
- Barometern Oskarshamns-Tidningen – sedan starten 2003
- Blekinge Läns Tidning – sedan starten 2003
- Borås Tidning – sedan starten 2003
- Kalmar läns tidning – köpt i oktober 2011[8]
- Kristianstadsbladet – köpt i juni 2011 genom köp av 65 % av Skånemedia[9]
- Nybro Tidning – köpt i oktober 2011[8]
- Smålandsposten – sedan starten 2003
- Sydöstran – sedan december 2003[10]
- Trelleborgs Allehanda – köpt i juni 2011 genom köp av 65 % av Skånemedia[9]
- Ulricehamns Tidning – sedan starten 2003
- Växjöbladet Kronobergaren – köpt i oktober 2011[8]
- Ystads Allehanda – köpt i juni 2011 genom köp av 65 % av Skånemedia[9]
- Ölandsbladet – köpt i oktober 2011[8]

### Tidigare
- Östra Småland och Nyheterna – köpt i december 2010[11] Nedlagd i november 2019.

## Gratistidningar
Gota Media AB äger följande gratistidningar:
- Magazinet – köpt 2011[12]
- Vxonews  – startad 2016[12]
- Borås DLY – startad 2017 av Borås Tidning[12]
- Österlenmagasinet – köpt 2011[12]

### Tidigare
- Alingsås Kuriren – köpt 2014[13], såld till Stampen Media 2019.[14]